# Gestión de edificios
"El administrador de condominios o edificios, es la persona responsable de la gestión y ejecución de todas las tareas  necesarias para  el normal funcionamiento de un condominio; tal como la distribución , uso, seguridad  y mantenimiento de espacios públicos, y la creación de documentos para fines administrativos, informativos o legales, procesos de gestión de correspondencia, y control de los flujos de ingreso y gasto, para posteriormente de forma oportuna realizar rendición de cuentas a condóminos, arrendatarios y propietarios" Según el investigador y facilitador ecuatoriano Carlos Wagner A.
La gestión de edificios es una disciplina que se encuentra bajo la clasificación del facility management. Un gestor de edificios supervisa los servicios "hard" y "soft" de una infraestructura, asegurando que la seguridad, salubridad y mantenimiento de un edificio sean satisfactorios para las personas que habitan o trabajan en él. Hay dos tipos de gestión de edificios: comercial y residencial. 
Los "hard services" son aquellos que tienen relación con el estado físico de los edificios (los sistemas de alarmas contra incendios o los ascensores), mientras que los "soft services" hacen referencia a las tareas de limpieza, seguridad u otras actividades similares, donde el elemento principal son los recursos humanos.

## Gestión de edificios residenciales
En un ambiente residencial el gestor de edificios supervisa a los operarios de seguridad, porteros, limpiadores o electricistas contratados, y dependiendo del tamaño de las infraestructuras, un pequeño equipo administrativo. Si las infraestructuras comprenden un conjunto de diferentes edificios, es habitual que el gestor de un área deba realizar informes para un gestor de la propiedad encargado de todo el grupo de edificios, aunque estas denominaciones son actualmente intercambiables.
El gestor del edificio funcionará como vínculo entre todas las partes que participan en el día a día del desarrollo y mantenimiento de un edificio.

## Gestor de edificios
Una empresa externa de gestión asegurará el precio de los costes del servicio, supervisará el presupuesto anual y aprobará los trabajos y extras que sean necesarios para cumplir las normativas referentes a salubridad y seguridad en los edificios, a la vez que asegura que los residentes se encuentran satisfechos con el servicio recibido.
Este trabajo se lleva a cabo en sustitución de los residentes y del propietario final de las infraestructuras, de forma que sólo son responsables del mantenimiento de las áreas comunes y no de los espacios interiores privados de cada inquilino.

## Inquilinos
Los propietarios de los espacios de un edificio pueden ser residentes o inversores, aunque de ambos modos son responsables del mantenimiento de sus pisos, apartamentos u oficinas.
Además son los encargados de pagar una cantidad, anual o mensual, establecida para disponer de los servicios de mantenimiento de las áreas comunitarias.

## Propietario
Un propietario es la persona que tiene la propiedad sobre toda la infraestructura, tanto las áreas comunes como el espacio correspondiente a cada piso, apartamento u oficina, así como del terreno donde el edificio se encuentra construido.

## Contratación de empresas de mantenimiento
Las empresas de servicios que son contratadas pueden encargarse del mantenimiento de elementos como las alarmas contra incendios, los sistemas mecánicos, CCTV, sistemas de interfonos, aparcamientos, jardinería, etc.

## Gestión de edificios comerciales
Esta subdivisión de la gestión de edificios es similar a la anterior; la principal diferencia es que en este caso los edificios están compuestos de locales comerciales u oficinas. Los inquilinos en este caso serán compañías y empresas, y el gestor del edificio será el responsable de asegurarse que el espacio de oficinas está disponible siempre que sea necesario.